# 2287 Kalmykia
2287 Kalmykia eller 1977 QK3 är en asteroid i huvudbältet som upptäcktes den 22 augusti 1977 av den rysk-sovjetiske astronomen Nikolaj Tjernych vid Krims astrofysiska observatorium på Krim. Den har fått sitt namn efter den sovjetiska delrepubliken Kalmuckien.
Asteroiden har en diameter på ungefär 6 kilometer och den tillhör asteroidgruppen Flora.